# The Gold Rush
The Gold Rush is een stomme film uit 1925 onder regie van Charlie Chaplin. De film speelt zich af in Yukon, Canada, ten tijde van de goldrush van Klondike.

## Achtergrond
Oorspronkelijk zou Lita Grey, met wie Chaplin in 1924 trouwde, de vrouwelijke hoofdrol in de film spelen. Later werd Grey vervangen door Georgia Hale. Chaplin probeerde zo veel mogelijk scènes op te nemen in Truckee aan het begin van 1924. Vrijwel geen van de scènes die er werden opgenomen werden echter in de film gebruikt, op de openingsscène na.
The Gold Rush was een enorm succes en is op de vijfde plaats beland van films die het meest opbrachten in de hele cinemageschiedenis: meer dan $4.250.000.
Chaplin vertelde nadat de film klaar was dat hij vanwege deze film herinnerd wilde worden.

## Verhaal
Chaplin, die voor deze film weer in de rol kruipt van The Tramp, gaat naar Klondike in de hoop hier goud te vinden. Als een zware sneeuwstorm dreigt, vlucht hij naar een klein huisje. Hier vergezellen de crimineel Black Larson en goedgezinde Big Jim McKay hem. De groep staat op sterven van de honger en men is gedwongen te eten wat er te eten valt. Terwijl Chaplin aan zijn schoen kauwt, plant iemand anders een moord te plegen om zijn honger te stillen.
Nadat alles uit de hand loopt, vlucht Chaplin. Hij gaat de stad in en treft hier de aantrekkelijke Georgia aan. Terwijl ze de geïnteresseerde Jack van zich af probeert te slaan, weet Chaplin de verveelde Georgia te verleiden.

## Rolverdeling
| Acteur          | Personage     |
| --------------- | ------------- |
| Charlie Chaplin | The Tramp     |
| Georgia Hale    | Georgia       |
| Mack Swain      | Big Jim McKay |
| Tom Murray      | Black Larsen  |
| Henry Bergman   | Hank Curtis   |
| Malcolm Waite   | Jack Cameron  |

## Trivia
- De 2500 goudzoekers waren werkelijke landlopers die voor één dag werden ingehuurd.
- Er is meer dan 27 keer zoveel materiaal aan film voor The Gold Rush dan er werd gebruikt.
- De scène waarin Chaplin zijn schoen eet, kostte drie dagen om op te nemen. Na afloop van het filmen, moest Chaplin met spoed naar het ziekenhuis gebracht worden.
- De enige film van Chaplin waarin hij gebruik maakte van een volledig uitgewerkt verhaal.
- De eerste film van Chaplin waaraan later geluid werd toegevoegd voor een nieuw publiek.
- De beer die Chaplin aanvalt aan het begin was een echte beer.
- Chaplin vertelde in een interview dat hij inspiratie voor de film kreeg toen hij verbleef bij Mary Pickford en Douglas Fairbanks en zij hem foto's lieten zien van Alaska en Klondike.
- Na de heruitgave in 1942, werd de film genomineerd voor twee Oscars in 1943.